# André Lefaur
André Lefaur (2 de julio de 1879 – 4 de diciembre de 1952) fue un actor teatral y cinematográfico de nacionalidad francesa.

## Biografía
Su verdadero nombre era Alphonse André Lefaurichon, y nació en París, Francia. A menudo compañero de interpretación de Elvira Popescu y dirigido en numerosas ocasiones por Sacha Guitry, André Lefaur fue uno de los actores franceses de mayor talento en los años anteriores a la Segunda Guerra Mundial. Tanto en el drama como en la comedia, tenía una técnica segura con una voz y una presencia convincentes. 
Como actor teatral destaca su papel, interpretado en 1928, de Topaze en la obra del mismo nombre de Marcel Pagnol.
En el ámbito cinematográfico Lefaur actuó en el film Tovaritch, de Jacques Deval. Acompañado por el actor Raimu trabajó en L'École des cocottes, y fue uno de los principales protagonistas de Quatre heures du matin (1937), junto a Lucien Baroux y Marguerite Moreno.
André Lefaur falleció en París en 1952, a causa de una congestión pulmonar doble.

## Cine
| - 1911 : La Vénus d'Arles, de Georges Denola - 1913 : L'Homme qui assassina, de Henri Andréani - 1917 : Madame Cicéron, avocate, de Félix Léonnec - 1917 : La Coupe d'amertume, de Maurice Fleury - 1917 : Loin du foyer, de Pierre Bressol - 1917 : Ainsi va la vie, de Pierre Bressol - 1918 : La Dixième Symphonie, de Abel Gance - 1920 : Une fleur dans les ronces, de Camille de Morlhon - 1922 : Monsieur Lebidois, propriétaire, de Pierre Colombier - 1924 : Le Mariage de Rosine, de Pierre Colombier - 1925 : Chouchou poids plume, de Gaston Ravel - 1931 : Le Bal, de Wilhelm Thiele - 1932 : La Dame de chez Maxim's, de Alexander Korda - 1932 : Son altesse l'amour, de Robert Péguy y Erich Schmidt - 1932 : La Fleur d'oranger, de Henry Roussel - 1932 : Sa meilleure cliente, de Pierre Colombier - 1933 : Topaze, de Louis Gasnier - 1934 : La Femme idéale, de André Berthomieu - 1934 : L'Aristo, de André Berthomieu - 1935 : L'École des cocottes, de Pierre Colombier - 1935 : Tovaritch, de Jacques Deval y Jean Tarride - 1935 : Dora Nelson, de René Guissart - 1936 : La Peau d'un autre, de René Pujol - 1936 : Le Roi, de Pierre Colombier - 1936 : Rigolboche, de Christian-Jaque - 1936 : Avec le sourire, de Maurice Tourneur - 1936 : Samson, de Maurice Tourneur - 1936 : Faisons un rêve, de Sacha Guitry | - 1937 : La Maison d'en face, de Christian-Jaque - 1937 : Les Dégourdis de la 11e, de Christian-Jaque - 1937 : L'Habit vert, de Roger Richebé - 1937 : Le Fauteuil 47, de Fernand Rivers - 1937 : Le Club des aristocrates, de Pierre Colombier - 1937 : La Glu, de Jean Choux - 1937 : Quatre heures du matin, de Fernand Rivers - 1938 : Le Monsieur de cinq heures, de Pierre Caron - 1938 : La Présidente, de Fernand Rivers - 1938 : Adrienne Lecouvreur, de Marcel L'Herbier - 1938 : L'Ange que j'ai vendu, de Michel Bernheim - 1938 : Terre de Feu, de Marcel L'Herbier - 1938 : Mon oncle et mon curé, de Pierre Caron - 1938 : Un fichu métier, de Pierre-Jean Ducis - 1938 : Eusèbe député, de André Berthomieu - 1939 : Le Veau gras, de Serge de Poligny - 1939 : Entente cordiale, de Marcel L'Herbier - 1939 : Ils étaient neuf célibataires, de Sacha Guitry - 1939 : Derrière la façade, de Georges Lacombe y Yves Mirande - 1939 : Le Bois sacré, de Léon Mathot - 1939 : Le Chemin de l'honneur, de Jean-Paul Paulin - 1940 : Miquette, de Jean Boyer - 1940 : Paris-New York, de Yves Mirande - 1941 : Parade en sept nuits, de Marc Allégret - 1942 : Soyez les bienvenus, de Jacques de Baroncelli - 1943 : Le Baron fantôme, de Serge de Poligny - 1944 : Les Petites du quai aux fleurs, de Marc Allégret |

## Teatro
- 1905 : Triplepatte, de Tristan Bernard y André Godfernaux, Théâtre de l'Athénée

- 1907 : Sa sœur, de Tristan Bernard, Théâtre de l'Athénée
- 1907 : Monsieur de Courpière, de Abel Hermant, Théâtre de l'Athénée
- 1908 : Le Boute-en-train, de Alfred Athis, Théâtre de l'Athénée
- 1908 : La Conquête des fleurs, de Gustave Grillet, Théâtre de l'Athénée
- 1908 : Arsène Lupin, de Francis de Croisset y Maurice Leblanc, Théâtre de l'Athénée
- 1908 : Le Chant du cygne, de Georges Duval y Xavier Roux, Théâtre de l'Athénée

- 1911 : Papa, de Robert de Flers y Gaston Arman de Caillavet, Théâtre du Gymnase Marie-Bell
- 1911 : L'Amour défendu, de Pierre Wolff, Théâtre du Gymnase Marie-Bell
- 1911 : Un bon petit diable, de Rosemonde Gérard y Maurice Rostand, Théâtre du Gymnase Marie-Bell
- 1912 : Le Détour, de Henri Bernstein, Théâtre du Gymnase Marie-Bell
- 1913 : Blanche Câline, de Pierre Frondaie, Teatro Michel
- 1913 : La Jeunesse dorée, de Henri Verne y Gabriel Faure, música de Marcel Lattès, Teatro del Apollo
- 1914 : Les Cinq Messieurs de Francfort, de Charles Roeszler, escenografía de Lugné-Poe, Théâtre du Gymnase Marie-Bell
- 1914 : Monsieur Brotonneau, de Robert de Flers y Gaston Arman de Caillavet, Teatro de la Porte Saint-Martin
- 1917 : Le Sexe fort, de Tristan Bernard, Théâtre du Gymnase Marie-Bell
- 1917 : Le Feu du voisin, de Francis de Croisset, Théâtre Édouard VII
- 1917 : La Jeune Fille au bain, de Louis Verneuil, Teatro Édouard VII
- 1919 : Triplepatte, de Tristan Bernard y André Godfernaux, Teatro Femina

- 1920 : L'Erreur d'une nuit d'été, de Philippe Maquet, Teatro Édouard VII
- 1920 : Le Retour, de Robert de Flers y Francis de Croisset, Théâtre de l'Athénée
- 1921 : Le Chemin de Damas, de Pierre Wolff, Teatro du Vaudeville
- 1922 : Banco !, de Alfred Savoir, Teatro de la Potinière
- 1922 : La Petite Chocolatière, de Paul Gavault, Théâtre des Variétés
- 1922 : Le Blanc et le noir, de Sacha Guitry, Théâtre des Variétés
- 1923 : Les Vignes du seigneur, de Robert de Flers y Francis de Croisset, Théâtre du Gymnase Marie-Bell
- 1923 : Un jour de folie, de André Birabeau, Théâtre des Variétés
- 1924 : Pile ou face, de Louis Verneuil, Teatro Antoine
- 1927 : Un miracle, de Sacha Guitry, Théâtre des Variétés
- 1928 : Topaze, de Marcel Pagnol, Théâtre des Variétés

- 1931 : Pile ou face, de Louis Verneuil, Théâtre des Variétés
- 1933 : Ma sœur de luxe, de André Birabeau, escenografía de André Lefaur, Teatro de París
- 1933 : Tovaritch, de Jacques Deval, escenografía del autor, Teatro de París
- 1935 : Hommage des acteurs à Pirandello : L'homme, la bête et la vertu, de Luigi Pirandello, Teatro des Mathurins
- 1938 : Un monde fou, de Sacha Guitry, escenografía del autor, Teatro de la Madeleine